# Baptiste Savaete
Baptiste Savaete, né le 19 octobre 2000, est un rameur d'aviron français.

## Carrière
Il remporte la médaille d'argent aux Championnats d'Europe d'aviron 2021 à Varèse avec Benjamin David, Victor Marcelot et Ferdinand Ludwig.

## Palmarès
- 2021 à Varèse,  Italie
  -  Médaille d'argent en quatre de couple poids légers
- 2024 à Szeged,  Hongrie
  -  Médaille de bronze en skiff poids légers